# Vuelo 703 de Ansett New Zealand
El vuelo 703 de Ansett New Zealand fue un vuelo de la compañía Ansett New Zealand que se efectuaba entre el Aeropuerto Internacional de Auckland y el Aeropuerto Internacional del Palmerston North. El 9 de junio de 1995 a las 9:22 horas (local) se precipitó a tierra a tan sólo 16 km del aeropuerto de destino, en medio de condiciones climáticas adversas y problemas en la aeronave.
El avión siniestrado, un DHC-8 (o Dash 8), transportaba a 18 pasajeros y 3 tripulantes, casi en su totalidad ciudadanos neozelandeses a excepción de un pasajero estadounidense. De las 21 personas a bordo, 3 fallecieron por la colisión y 1 por la gravedad de las heridas. En tierra sólo perecieron tres ovejas de pastoreo debido al impacto del avión.

## Accidente

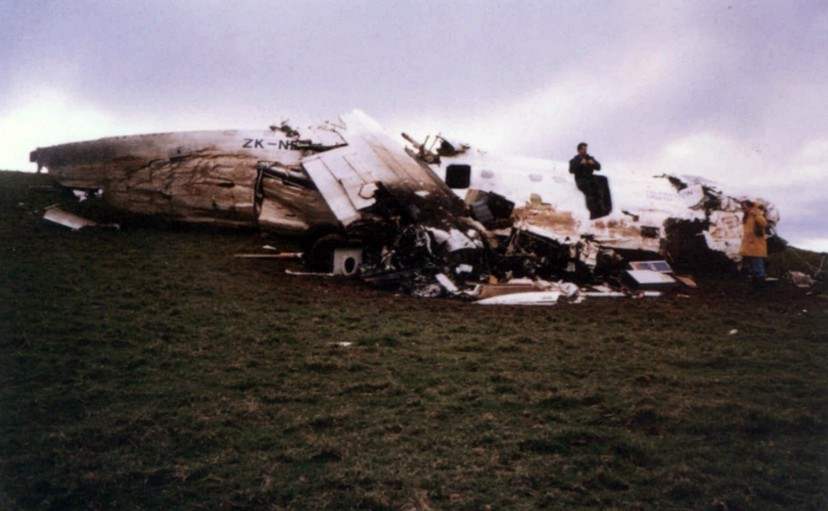
Restos del lado derecho del vuelo 703 de Ansett New Zealand.

Durante la aproximación, en un viraje a la derecha para situar la aeronave en la fase de aproximación final a la pista 25, la aeronave perdió velocidad debido a una gran reducción de la velocidad de aterrizaje, que es una maniobra rutinaria en la aproximación a la pista de aterrizaje. Esta reducción no fue controlada oportunamente por el piloto y su copiloto, produciendo que la nave se precipitara a tierra sin potencia suficiente para poder emprender el vuelo cuando la alerta de terreno ya estaba siendo emitida por el GPWS. 
El motivo de este despiste es que el comandante (como piloto a los mandos) pidió que se bajara el tren de aterrizaje. Treinta segundos después, el copiloto notó en el indicador del tren de aterrizaje que el tren de aterrizaje principal derecho no estaba bajado y se había bloqueado. El capitán ordenó el procedimiento de extensión del tren alternativo y le dijo al copiloto que realizara el procedimiento rápidamente y "verá si podemos quitarlo del camino antes de que sea demasiado tarde". Después de que los pasajeros también notaron que el tren de aterrizaje no estaba completamente extendido, la azafata se comunicó con los pilotos para informarles de la situación. Los pilotos iniciaron un procedimiento alternativo para bajar el tren de aterrizaje bloqueado. La distracción del procedimiento de extensión alternativa del tren de aterrizaje hizo que la aeronave sin darse cuenta descendiera más de lo debido. 
La caída del avión fue sobre una loma que se encontraba cerca de una pradera de pastoreo. Tras el primer impacto de la aeronave, las alas se separaron del fuselaje que avanzaron por la inercia cerca de 25 metros en direcciones opuestas, mientras el fuselaje tuvo un segundo impacto y quedó detenido en el centro de la pradera. El impacto mató a dos pasajeros que iban sentados con el cinturón de seguridad abrochado, una sobrecargo que al momento del impacto se encontraba de pie y un último pasajero murió semanas después en el hospital por sus quemaduras.
Los pasajeros heridos se registraron en diversos sectores de la nave, lo que indicó a los investigadores que la relación del impacto con el asiento ocupado no existe una correspondencia. Sin embargo, a pesar del grado de destrucción y la violencia del impacto, la mayoría de las heridas se concentran en espalda, costillas, piernas y cuello.

## Causas

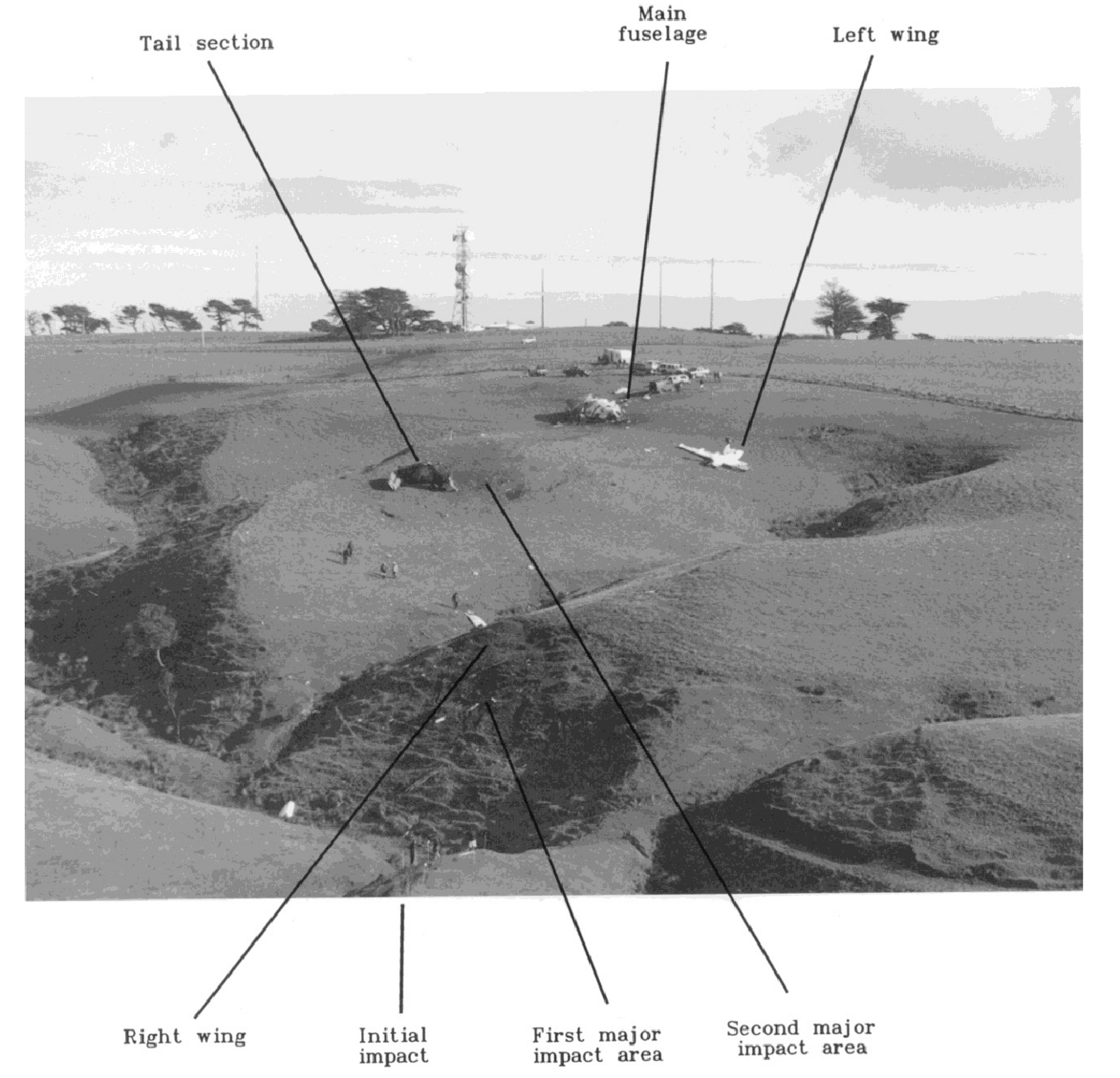
Zona del impacto.

De acuerdo a la investigación australiana, las causas del accidente fueron endosadas principalmente al capitán y su primer oficial por las siguientes razones:
- El piloto no observó la potencia de los motores y la velocidad vertical del avión debido a que se encontraba desplegando manualmente el tren de aterrizaje que no podía descender automáticamente por un fallo.
- El piloto instó a saltarse los procedimientos de aterrizaje, sin seguir la lista de comprobación que disponía la compañía para el avión.
- Distracción del piloto y el copiloto en cuanto a la falla del tren de aterrizaje.

En cuanto al sistema de alerta de terreno, se determinó que funcionaba incorrectamente ya que entregó una advertencia tardía, la cual se estimó debía activarse a 17 segundos antes del impacto, y no 4 segundos como fue en realidad.

## Investigación

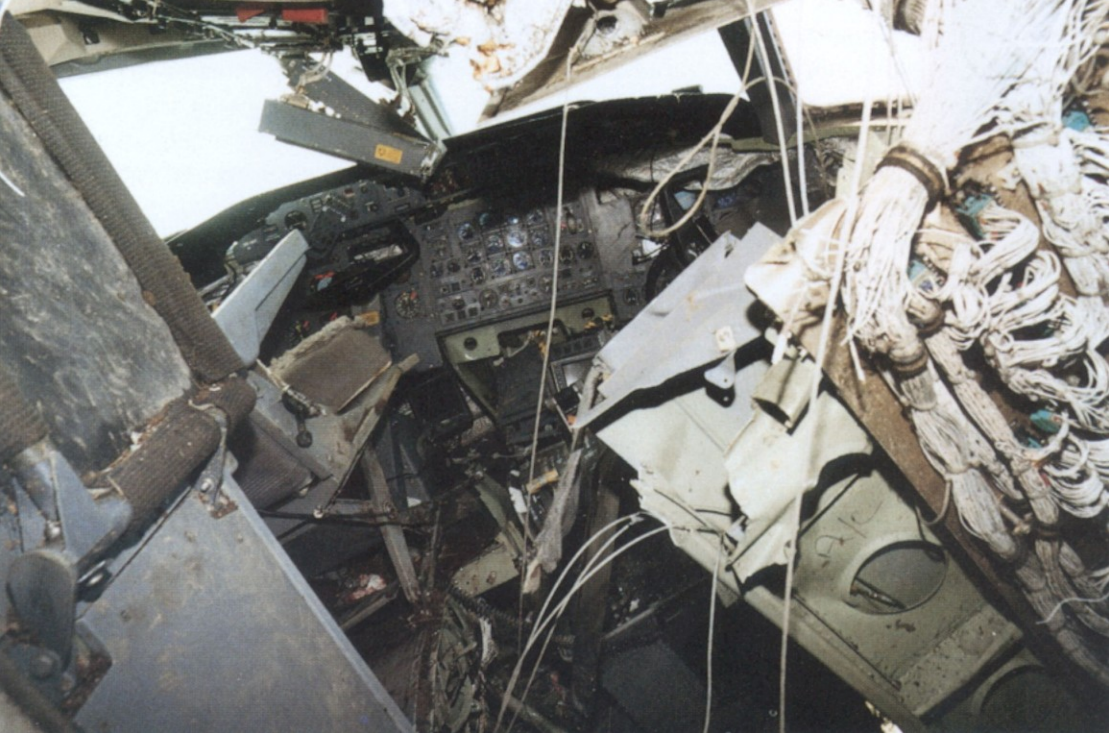
Estado de la cabina tras el impacto.

La investigación, llevada a cabo por la Comisión de Investigaciones de Accidentes de Transporte de Australia se centró en los siguientes aspectos:
- Cómo la tripulación enfrentó los últimos minutos del viaje, centrándose en la grabación de la CVR de voz que llevaba el avión, y las constantes comunicaciones con la torre de control.
- Porqué no se desplegó el tren de aterrizaje del avión.
- Porqué el GPWS no alertó oportunamente de la proximidad de tierra.

### Ocultamiento de que los Radio Altímetros aéreos eran pintados
Un estudio posterior del GPWS del vuelo 703 de Ansett NZ dio a conocer que sus antenas habían sido pintadas y esto posiblemente redujo la capacidad del sistema de proporcionar un aviso de proximidad a tierra en el momento adecuado, aunque comentarios posteriores de la TAAIC de Nueva Zelanda insistían en la imposibilidad de que la pintura bloquease o reflejase las señales. Esta antena estaba claramente realzada con palabras, no pintura, un peligro que no se había tenido en cuenta. Además la antena está situada de tal manera que sea fácil de ver durante una inspección visual bien sea por mantenimiento o por el personal de vuelo. El banco de pruebas efectuadas al radio altímetro demostró que la unidad funcionaba perfectamente después de ser recuperado de los restos.

## Mención de la Cruz de Nueva Zelanda
Reginald John Dixon, un pasajero del vuelo, logró salir de los restos del avión con algunas heridas pero luego regresó para ayudar a otros pasajeros hasta que una llamarada le provocó quemaduras muy graves. Murió debido a sus quemaduras dos semanas más tarde.
Por el valor demostrado en una situación peligrosa, este pasajero fue galardonado con la Cruz de Nueva Zelanda, la mayor mención de Nueva Zelanda al valor civil.

## Similitudes con el accidente de Turkish de 2009
A principios de 2009 un Boeing 737-800 de Turkish Airlines efectuaba el vuelo 1951 cuando se estrelló mientras se encontraba en aproximación a Schipol matando a 9 personas, incluyendo a los pilotos cuando los motores se pararon inesperadamente. Los investigadores del accidente descubrieron que el radio altímetro dio una señal falsa al piloto automático que provocó que el avión pasase a poner la aceleración de los motores al mínimo. 
Los investigadores holandeses no han investigado la posibilidad de que un teléfono móvil desencadenase el problema del radio altímetro provocase la lectura errónea y finalmente el accidente, si bien la anterior torre de telefonía no contenía ningún dato de llamadas. El Turkish Airlines 1951 guarda una gran semejanza con un accidente previo de un Boeing 777 de British Airways en Heathrow, en el Vuelo 38 de British Airways.

## Filmografía
Este accidente también fue recreado en la temporada N.º 21 de la serie Mayday: Catástrofes Aéreas del canal National Geographic, titulado "Atrapados en un Atasco".